# Naomi Bennett
Nota
1. ↑  Apenas no episódio piloto

Naomi Bennett é um personagem fictício de Private Practice, spin-off de Grey's Anatomy. A personagem foi interpretada por Merrin Dungey no episódio piloto "The Other Side of This Life", mas foi substituída por Audra McDonald antes da primeira temporada da série. Naomi é uma especialista em fertilidade e sócio-fundadora da Oceanside Wellness Centre (atual Seaside Health & Wellness Center), em Los Angeles, onde a série está definida. Ela é a melhor amiga da personagem central Addison Montgomery (Kate Walsh), e é casada com Sam (Taye Diggs), com quem tem uma filha, Maya.

## História
Naomi é um dos fundadores do Oceanside Wellness Center, em Los Angeles, Califórnia, onde ela trabalha como especialista em fertilidade, endocrinologia reprodutiva, obstetrícia e ginecologia. Ela freqüentou a Columbia University College of Physicians and Surgeons, e é membro das sociedades: American Society for Reproductive Medicine, a Society of Reproductive Endocrinology and Infertility, e o American College of Obstetricians and Gynecologists.  Ela trabalha ao lado de seu ex-marido, Sam (Taye Diggs), que se divorciou dela antes do início da série. Juntos, eles têm uma filha adolescente chamada Maya (Maya Geffri Hightower), cuja madrinha é a melhor amiga de Naomi na escola de medicina, Addison Montgomery (Kate Walsh). Na segunda temporada, Addison procura o conselho médico de Naomi porque quer engravidar. Depois de alguns testes, Naomi conclui que Addison é incapaz de ter filhos porque sua contagem de folículos antrais é de apenas dois.
O relacionamento de Naomi com Sam é relativamente amigável, mas muitas vezes tensa. As razões para o divórcio são relativamente obscuras, com Sam dizendo que ele foi "infeliz", mas também que ele tinha não tinha "nenhuma boa razão" para pedir o divórcio com Naomi. No entanto, depois que Sam está envolvido em uma situação de risco, os dois fazem sexo na sala de conferências da clínica. Naomi depois chama esse incidente de "deslize", mas os dois fazem sexo outra vez no episódio "In Which Cooper Finds A Port In His Storm".
Dell, o recepcionista da clínica, tem uma queda por Naomi. Naomi não leva muito a sério sua paixão, chamando-o de "criança". Em "Down the Rabbit Hole", Naomi tem seu primeiro encontro desde a faculdade. Por um curto período, ela também marca encontros com o irmão de Addison, Archer Montgomery (Grant Show).
Em "Another Second Chance" e depois em "Best Laid Plans" é revelado que sua filha Maya está grávida. Naomi é a primeira a conseguir lidar com isso. Mais tarde, ela se irrita e até bate nela quando Maya se recusa a fazer um aborto. Violet e Addison estão preocupados com ela, afinal, Naomi sempre foi contra o aborto, mas agora estava concorda em praticá-lo. Quando Addison está prestes a realizar o aborto, Maya muda de ideia, o que perturba ainda mais a Naomi.
Em "Love and Lies", em uma discussão acalorada com Sam, Addison e Fife, ela afirma que a clínica não é a mesma de quando a iniciou e disse que não queria mais fazer parte dela. Isso é um choque para eles. Ela também despede Fife. Essa cena nos dá uma ideia de como ela está saindo do show. Depois que o irmão adotivo de Betsey é acusado de abusar dela, seus pais adotivos a abandonam no hospital para se concentrar no filho. Naomi decide levar Betsey para casa com ela para sempre. No final do final da quarta temporada, Naomi persegue Fife no aeroporto e se despede de Addison. Fife propõe Naomi e ela diz que sim, mas também diz que eles estão se mudando para Nova York para que ela, Fife e Betsey possam ter uma vida normal agradável. Esta é a última vez que Naomi aparece como membro regular no programa, embora ela retorne para o final da sexta temporada, onde ela diz que terminou seu noivado com Fife e em seguida descobre que está grávida de Sam, e posteriormente acabam se casando novamente.

## Desenvolvimento
Naomi foi criada por Shonda Rhimes, que queria que o personagem central da série, Addison tivesse um amigo íntimo de seus dias de faculdade. O personagem é baseado em um amigo de Rhimes. No episódio piloto foi interpretada por Merrin Dungey mas foi substituída por Audra McDonald antes da primeira temporada da série. Rhimes explicou que a produção "queria colocar uma borda em Naomi em que poderíamos definir mais claramente o personagem". McDonald avaliou que a destituição de Dungey foi um difícil resultado de ter sido tão pública, mas comentou que ela mesma já havia sido igualmente substituído.

## Recepção
Discutindo o primeiro episódio da série após o piloto, a repórter da Variety, Cynthia Littleton observou: "Eu posso ver porque o criador / produtor executivo Shonda Rhimes fez a chamada para reformular Audra McDonald no papel fundamental da Naomi Bennett". Jon Caramanica do Los Angeles Times criticou o desempenho do McDonald como Naomi na primeira temporada do show, escrevendo: "a gravidade em que ela estava rigorosamente firme, quase desapaixonada [...] McDonald é uma atriz forte, viva, mas senti um desacordo com o tom alegre de Private Practice".  Caramancia opinou que "quanto mais difícil Naomi se tornava, mais leve era a Addison, para manter o equilíbrio do programa" e que, como resultado, a série "regularmente se sentia descontraída e se tornava uma espécie de saco de pancadas crítico" Ele foi muito mais positivo em relação ao desempenho dela no episódio de estreia da segunda temporada "A Family Thing", observando: "No final do episódio, há uma breve cena em que ela, sitiada e em sua última perna, se derrete completamente em Sam. Nesses 15 segundos, a genialidade de McDonald como atriz é clara, comunicando com apenas alguns movimentos faciais e sombreamento dos olhos um mundo de mágoa e decepção. [...] E mais tarde no episódio, quando ela acha que as coisas estão voltando ao lugar, seu sorriso suave, consciente e caloroso é uma das maiores vitórias do programa, mesmo que venha logo antes que tudo dê errado novamente."